# Подземная железная дорога
Подземная железная дорога (англ. The Underground Railroad) — обозначение тайной системы, применявшейся в США для организации побегов и переброски негров-рабов из рабовладельческих штатов Юга на Север. Действовала вплоть до начала Гражданской войны в США в 1861 году.
Различные маршруты, которыми пробирались группы беглецов, начинались от границ штатов Теннесси, Кентукки, Виргинии, Джорджии, Мэриленда и вели в Северные штаты, а также в Канаду. «Подземная железная дорога» имела свою организацию — на ней были свои «кондукторы» (старшие-сопровождающие в группах), «станции» (жильё, предоставляемое сочувствующими для беглых в пути для отдыха и укрытия).
Наибольшее участие в организации «Подпольной железной дороги» приняли активисты аболиционистского движения, свободные негры и мулаты, квакеры и баптисты. За период с 1830 по 1861 годы по этому пути удалось переправить на Север и дать свободу более чем 60 тысячам рабов (по некоторым оценкам, число сбежавших рабов доходит до 100 тысяч). Наиболее отличились Леви Коффин, Томас Гарретт, оказавший помощь более чем 2 200 бежавшим рабам, и негритянка Гарриет Табмен, совершившая 19 «путешествий по дороге» и освободившая примерно 300 рабов.

## О названии и о переводе названия на русский язык
Первая в мире реальная подземная железная дорога появилась только в 1860-х, но проекты, известные сегодня как городские метро, активно обсуждались по обе стороны океана ещё с 1830-х, и, без всякого сомнения, производили большое впечатление на передовую общественность, были у всех на слуху. К тому же, на момент самой активной деятельности «подземки» аболиционистов, в Лондоне уже полным ходом шло строительство первого метро — London Underground. Видимо, отголоски этих разговоров и породили среди черных рабов Юга легенду о том, что аболиционисты прокопали под землей тоннель, в котором проложили рельсы и пустили «поезда свободы», вывозившие рабов на Север. Вряд ли уже можно установить автора этого красивого мифа — запустили ли эту байку сами аболиционисты в целях конспирации, или же они приняли детали этой легенды для обозначения деталей своей сети переправки невольников («станции», «кондукторы» и т. д.). Сегодня, говоря об этой странице американской истории борьбы с рабством, правильнее будет использовать точный перевод, The Underground Railroad — «Подземная железная дорога» как название подпольной организации аболиционистов.
Иногда используется ещё одно название — «тайная железная дорога».

## В культуре
В литературе наиболее известна подпольная дорога, описанная Гарриет Бичер-Стоу в её романе «Хижина дяди Тома», выпущенном в 1852 году. Там главные герои-мулаты Элиза, Джордж и их сын Гарри решают бежать в Канаду, на свободу. Их путь начинается от реки Огайо (границы между рабовладельческим Кентукки и свободным Огайо). На протяжении всего пути они останавливаются в поселках, в основном, квакеров, которые несмотря на закон, запрещающий всячески способствовать побегу рабов, дают им кров и пищу, а также перевозят их от «станции» к «станции». Путь героев лежал через штат Огайо к берегам озера Эри, откуда на пароходе их переправляли в Канаду. Уже в Канаде находились люди, готовые помочь в адаптации неграм.
Английский термин Underground полностью соответствует по смыслу русскому слову «подполье», сегодня им обозначают любое скрытое, тайное, нелегальное явление. The Underground называют иногда движение Сопротивления в годы Второй Мировой войны.
В компьютерной игре Half-Life 2 «подземкой» называется нелегальная организация землян, сражающаяся с режимом коллаборационистов, сотрудничающих с инопланетными захватчиками. Причем структурно «подземка» Half-Life 2 также делится на «станции», где находятся «смотрители» из числа повстанцев (в русских обзорах и рецензиях игры чаще используют слова «базы Сопротивления», однако даже в диалогах персонажей в русском озвучивании применяют термины «станция», и «подземка»).[значимость факта?]
В компьютерной игре Fallout 4 действует организация «Подземка», помогающая сбегать разумным андроидам от их хозяев. Помогают также и простым беглым рабам, но не считают это своей основной целью.[значимость факта?]
О «Подземной железной дороге» была создана целая серия мультфильма Симпсоны.[значимость факта?]
Подземная железная дорога Гарриет Табмен упоминается в мультсериале Гриффины в эпизоде Peter, Peter, Caviar Eater.[значимость факта?]
В книге «Перси Джексон и лабиринт смерти» Рик Риордан упоминает Гарриет Табмен как дочь бога торговли Гермеса за её вклад в работу «Подземной железной дороги».[значимость факта?]
Также работа подземной железной дороги описана в повести Константина Сергиенко «Увези нас, Пегас!» Её главные герои, белые подростки, помогают бежать на Север рабам, которых хозяин готовил на продажу.[значимость факта?]
Дорога упомянута в 1 серии 2 сезона ситкома Другое время, ею хвастается Гарриет Табмен.
Роман Колсона Уайтхеда «Подземная железная дорога», повествующий о двух рабах, которым удается сбежать с плантаций в Джорджии, был удостоен Пулитцеровской премии в 2017 году.